# Cierpigórz (Przasnysz)
Pour les articles homonymes, voir Cierpigórz.
Cierpigórz (prononciation : [t͡ɕerˈpiɡuʂ]) est un village polonais de la gmina de Przasnysz dans le powiat de Przasnysz de la voïvodie de Mazovie dans le centre-est de la Pologne.
Il se situe à environ 4 kilomètres au sud de Przasnysz (siège du powiat et de la gmina) et à 86 km au nord de Varsovie (capitale de la Pologne).

## Histoire
De 1975 à 1998, le village appartenait administrativement à la voïvodie d'Ostrołęka.